# Gerhard Figlus
Gerhard „Gerd“ Figlus (* 20. Juni 1948) ist ein ehemaliger deutscher Fußballspieler. Für den FC 08 Homburg und Wormatia Worms spielte er in den 1970er Jahren in der zweitklassigen Regionalliga sowie 2. Bundesliga.

## Sportlicher Werdegang
Figlus entstammt der Jugend des FSV Oggersheim. Hier rückte er als Teenager 1966 in die Wettkampfmannschaft auf, die in der viertklassigen 2. Amateurliga Vorderpfalz antrat. Im Sommer 1970 wechselte er in die 2. Amateurliga Westpfalz zum FV Kusel. Die Spielzeit 1970/71 beendete er mit dem Klub punktgleich mit dem SC Hauenstein auf dem ersten Tabellenplatz, das Entscheidungsspiel um die Staffelmeisterschaft auf neutralem Boden in Enkenbach gewann jedoch der Konkurrent (der in den Aufstiegsspielen zur 1. Amateurliga Südwest an TuS Altrip, Eintracht Bad Kreuznach und der TSG Pfeddersheim scheitern sollte).
Figlus hatte jedoch höherklassig auf sich aufmerksam gemacht und wechselte im Sommer 1971 zum Zweitligisten FC 08 Homburg. In den Spielzeiten 1971/72 sowie 1972/73 platzierte er sich mit der Mannschaft um Bratislav Đorđević, Hermann Soyez, Otto Geisert, Hans Eippert und Albert Müller unter Trainer Uwe Klimaschefski im mittleren Tabellenbereich. Anschließend zog er zum Ligakonkurrenten Wormatia Worms weiter, bei dem er in 14 Ligaspielen an der Seite von Walter Horch, Bernd Fetkenheuer, Volker Radtke, Norbert Janzon, Gerd Dier und Heiner Schmieh als Tabellensechster zur knappen Qualifikation zur 2. Bundesliga beitrug: Nach dem letzten Saisonspiel lagen die Wormser in der Fünfjahreswertung noch auf dem achten Rang – und damit außerhalb der sieben Qualifikationsplätze für die neue zweite Liga –, wenige Tage später kam es jedoch zwischen dem Tabellenführer 1. FC Saarbrücken und dem Zweitplatzierten Borussia Neunkirchen am letzten Spieltag zum Meisterschaftsduell, bei dem die Saarbrücker ihre einzige Heimniederlage erlitten und mit der Vizemeisterschaft in der Fünfjahreswertung überraschend hinter die Wormatia abrutschten. Aufgrund der Lizenzverweigerung für den SV Alsenborn rückte die Wormatia in der Wertung auf, zudem erhielt das Saarbrücker Bundesliga-Gründungsmitglied dennoch Zugang zur 2. Bundesliga. Dort etablierte sich Figlus als Stammspieler und bestritt in der Spielzeit 1974/75 32 Saisonspiele vor allem als Mittelläufer, als Tabellen-19. platzierte sich die Mannschaft jedoch auf einem Abstiegsplatz.
1975 kehrte Figlus zum FC 08 Homburg zurück, wo er auf Anhieb Stammspieler war. Einzig eine Rote Karte beim 2:2-Remis im Auswärtsspiel beim SSV Jahn Regensburg und die folgende Drei-Spiele-Sperre beschränkte seine Einsatzzahl auf 35 Saisonspiele. In der Meisterschaft verpasste die Mannschaft als Tabellendritte am Saisonende nur knapp die Aufstiegsspiele zur Bundesliga, im DFB-Pokal 1975/76 war auch erst im Viertelfinale nach einer 1:2-Heimniederlage gegen den Erstligisten Hamburger SV Schluss. Auch in der Spielzeit 1976/77 war er mit 36 Saisoneinsätzen Stammspieler, als als Tabellenvierter erneut die Aufstiegsrunde in Sichtweite verpasst wurden. Im DFB-Pokal 1976/77 ging es dieses Mal bis ins Achtelfinale, dort endete die Teilnahme im Debakel – an der Seite von Gregor Quasten, Bernd Detterer, Jesper Petersen, Giovanni Nicastro und Horst Ehrmantraut ging der Zweitligist auswärts beim 1. FC Köln unter, nach einem 0:7-Halbzeitrückstand endete das Spiel mit einer 2:7-Niederlage und Figlus wurde neben Harald Diener zur Pause durch Dieter Bartel und Udo Leunissen ersetzt. Zu Anfang der folgenden Spielzeit noch Stammspieler rückte er im Saisonverlauf ins zweite Glied.
1978 wechselte Figlus zunächst zum SV Bexbach, nach einer Spielzeit zog er zum ASC Dudweiler in die drittklassige Oberliga Südwest weiter. Hier lief er noch bis zum Abstieg des Klubs 1987 auf, anschließend beendete er seine aktive Laufbahn.